# كوجي توريومي
كوجي توريومي (باليابانية: 鳥海 晃司) (مواليد 9 مايو 1995) هو لاعب كرة قدم ياباني.

## وصلات خارجية
- كوجي توريومي على موقع رابطة كرة القدم اليابانية للمحترفين (اليابانية)
- كوجي توريومي على موقع إي إس بي إن إف سي (الإنجليزية)
- كوجي توريومي على موقع قاعدة بيانات كرة القدم.إي يو (الإنجليزية)
- كوجي توريومي على موقع Soccerbase.com (لاعب) (الإنجليزية)
- كوجي توريومي على موقع Soccerway.com (الإنجليزية)
- كوجي توريومي على موقع عالم كرة القدم.نت (الإنجليزية)